# Campo di concentramento di Columbia

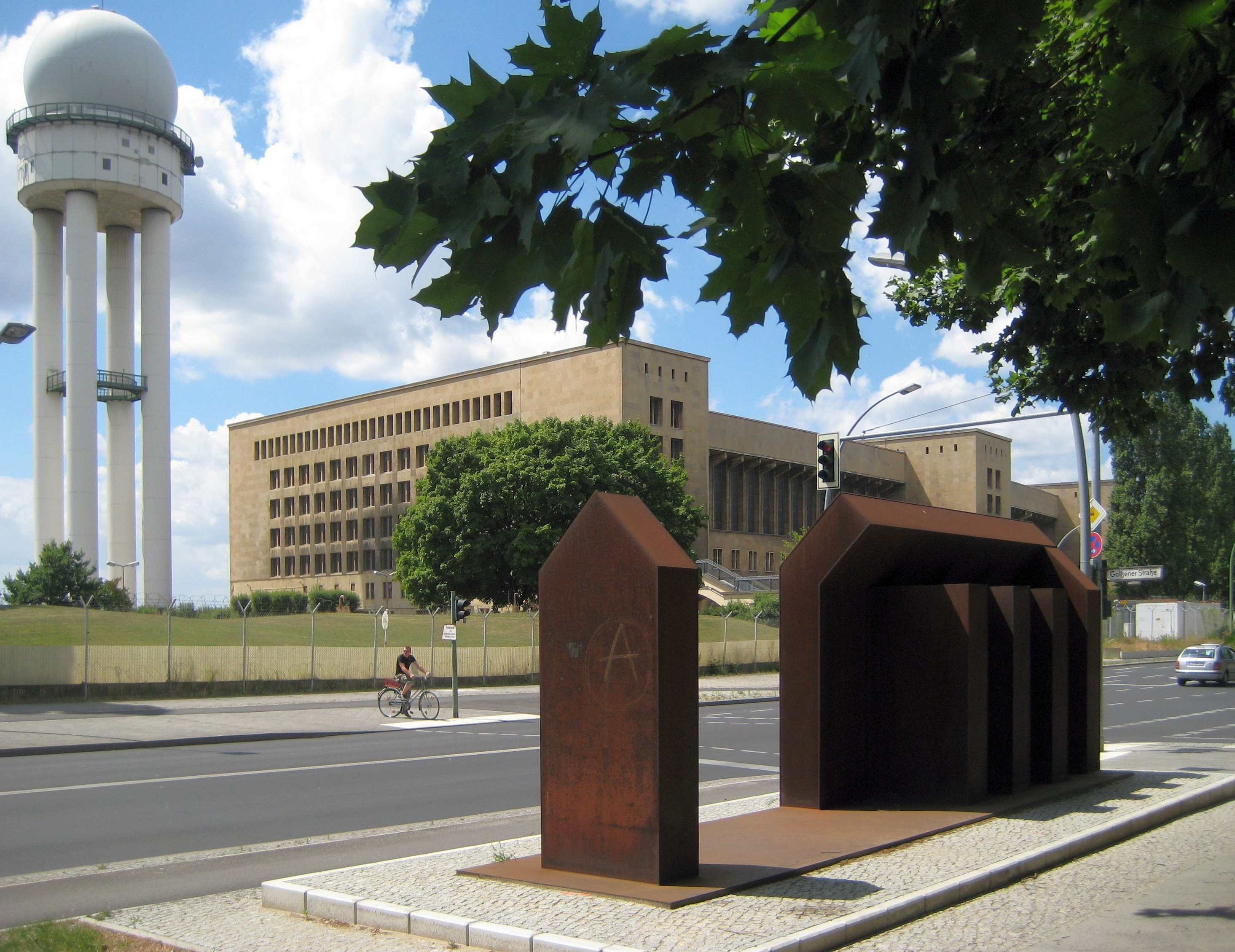
Memoriale della KZ Columbia a Columbiadamm, vicino all'ex aeroporto di Tempelhof

Il campo di concentramento di Columbia (anche noto come KZ Columbia, KL Columbia, KZ Columbia-Haus o più semplicemente Columbia-Haus, meno comunemente KZ Columbiahaus) fu un campo di concentramento nazista al confine settentrionale del Tempelhofer Feld nel Distretto di Kreuzberg di Berlino.
L'edificio fu costruito intorno al 1900 come prigione militare su quella che allora fu Prinz-August-von-Württemberg-Straße (dal 1929: Columbiastraße, dal 1950: Columbiadamm) e dal 1933 fu utilizzata come prigione della Gestapo. Il campo di concentramento fu aperto il 27 dicembre 1934 ed esistette ufficialmente fino al 5 novembre 1936. Grazie alla sua posizione vicino al centro di Berlino, molte personalità di spicco della vita politica furono imprigionate nella Columbia-Haus. Fu demolito nel 1938, in occasione della realizzazione del nuovo aeroporto di Tempelhofla. Un memoriale commemora la storia del luogo dal 1994.

## Centro di detenzione militare
A causa dei problemi di capienza nelle carceri militari già esistenti a Berlino (Moabit, Lehrter Straße e a Spandau nella successiva veste di "prigione per criminali di guerra"), nel 1896 nella caserma del Königin Augusta Garde-Grenadier-Regiment Nr. 4 fu allestito un nuovo centro di detenzione militare, in cui furono rinchiusi i soldati condannati. Il complesso comprese un edificio carcerario con 156 celle, un tribunale, una residenza per gli ufficiali e altri edifici annessi. Dopo la prima guerra mondiale la prigione militare fu trasformata in prigione di polizia e rimase vuota dalla fine degli anni '20 al 1933.

## 1933, prigione della Gestapo
A causa delle ondate di arresti con cui l'opposizione politica fu eliminata poco dopo la "presa del potere" da parte dei nazionalsocialisti, il carcere centrale della Gestapo in Prinz-Albrecht-Straße 8 a Kreuzberg fu presto sovraffollato. Dal luglio 1933, la Gestapo utilizzò la Columbia-Haus come centro di detenzione per i prigionieri politici nonostante avesse a già disposizione la prigione di Spandau: il motivo con cui fu giustificata la necessità di un nuovo centro fu fornito dagli stessi ufficiali della prigione di Spandau i quali, ancora radicati nel sistema carcerario prussiano, furono ritenuti "troppo negligenti" dai nuovi governanti.
Nel luglio 1933, 80 uomini furono incarcerati nella Columbia-Haus, ma il numero stava aumentando rapidamente. A settembre ci furono già 300 prigionieri, nel febbraio 1934 il numero aumentò a 450 prigionieri. A causa del drastico sovraffollamento delle 156 celle esistenti, le condizioni di vita furono disumane. Oltre al Gruppe Wecke, furono schierate come guardie gli uomini delle SS della SS-Abschnitts III Berlin-Brandenburg sotto la supervisione dell'Oberfuhrer delle SS Max Henze e del comandante del capo delle truppe delle SS Othmar Toifl. Le guardie hanno avuto piena libertà nel trattare con i prigionieri; i tentativi da parte della magistratura, non ancora completamente allineata, di occuparsi dei fatti accaduti impedirono a Hitler di intervenire personalmente presso il Ministero della Giustizia, e così si verificarono regolarmente abusi e anche omicidi.
Quando la tortura nel campo di Columbia divenne finalmente nota alla popolazione di Berlino, la Gestapo si vide costretta ad intervenire per non "preoccupare inutilmente" la popolazione. Nel settembre 1934 la Gestapo vietò espressamente le molestie e le torture ai prigionieri, anche se non riuscirono nell'intento di migliorare la situazione dei detenuti. Sebbene le torture e le uccisioni indiscriminate fossero diminuite, i maltrattamenti furono semplicemente "legalizzati" dai nuovi regolamenti estremamente severi, poiché questi regolamenti prevedevano misure draconiane anche per le più piccole violazioni: il terrore e l'orrore non furono mitigati dall'introduzione dei nuovi regolamenti dei campi, ma al contrario furono considerati come "canali regolamentati". Il campo di concentramento di Columbia rimase un "figlio problematico" per le SS. Più e più volte, il personale dirigente commise gravi violazioni disciplinari. Poche settimane dopo la sua nomina a comandante nel maggio 1935, Jakob Weiseborn, che in seguito divenne anche comandante del campo di concentramento di Flossenbürg, si ubriacò mentre fu di guardia nel campo, e il suo sostituto Theodor Dannecker, in seguito confidente di Adolf Eichmann e specialista della deportazione, falsificò il registro di guardia per proteggere lo stesso Weiseborn. Questa fu l'ultima di una serie di ragioni per sostituire l'intera dirigenza del campo di concentramento di Columbia nell'estate del 1935.
Non è noto se le minacce di azione disciplinare nei confronti delle guardie andassero oltre il trasferimento in altra sede.

## Campo di concentramento

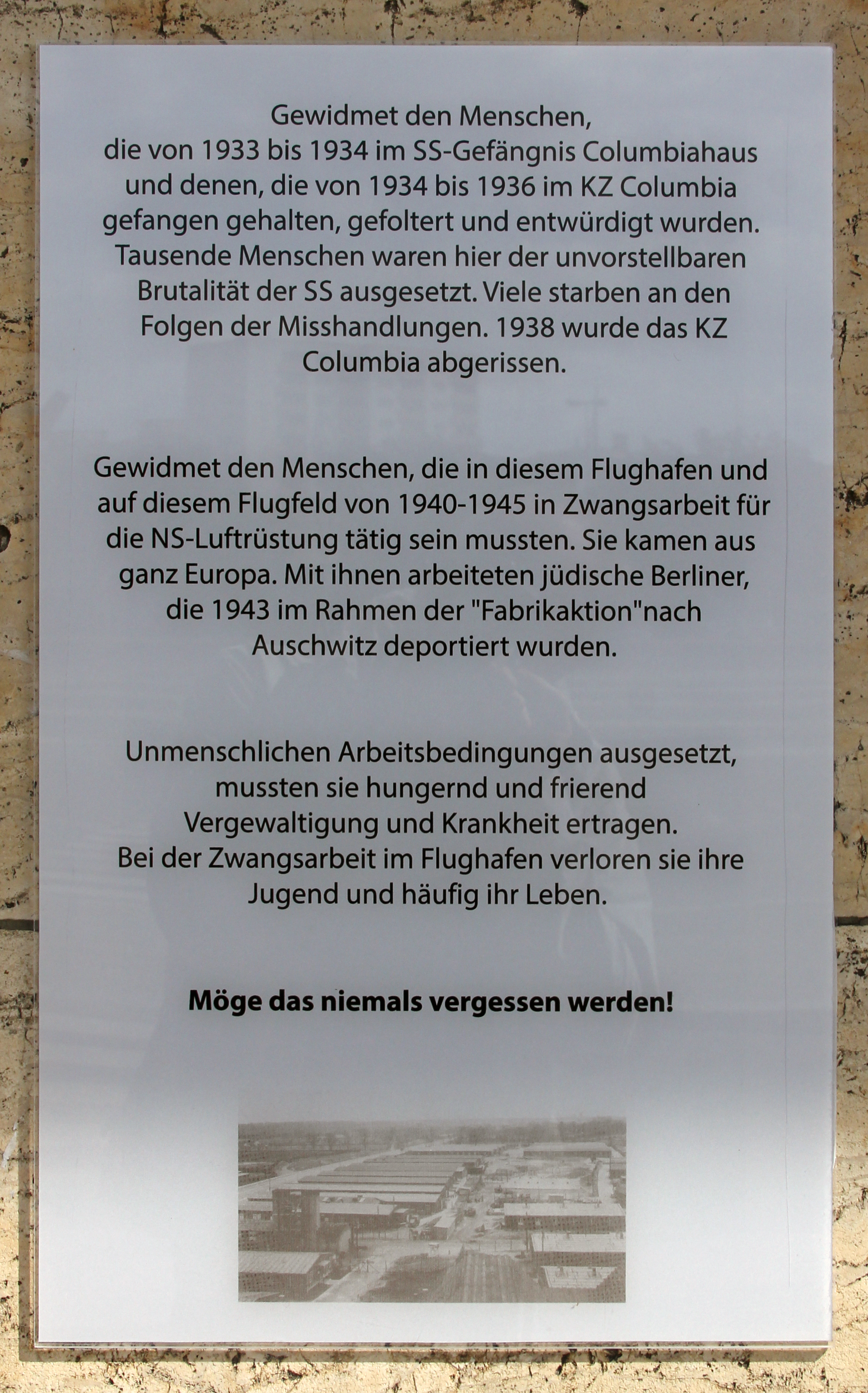
Targa commemorativa posta su Platz der Luftbrücke 5, Berlin-Tempelhof

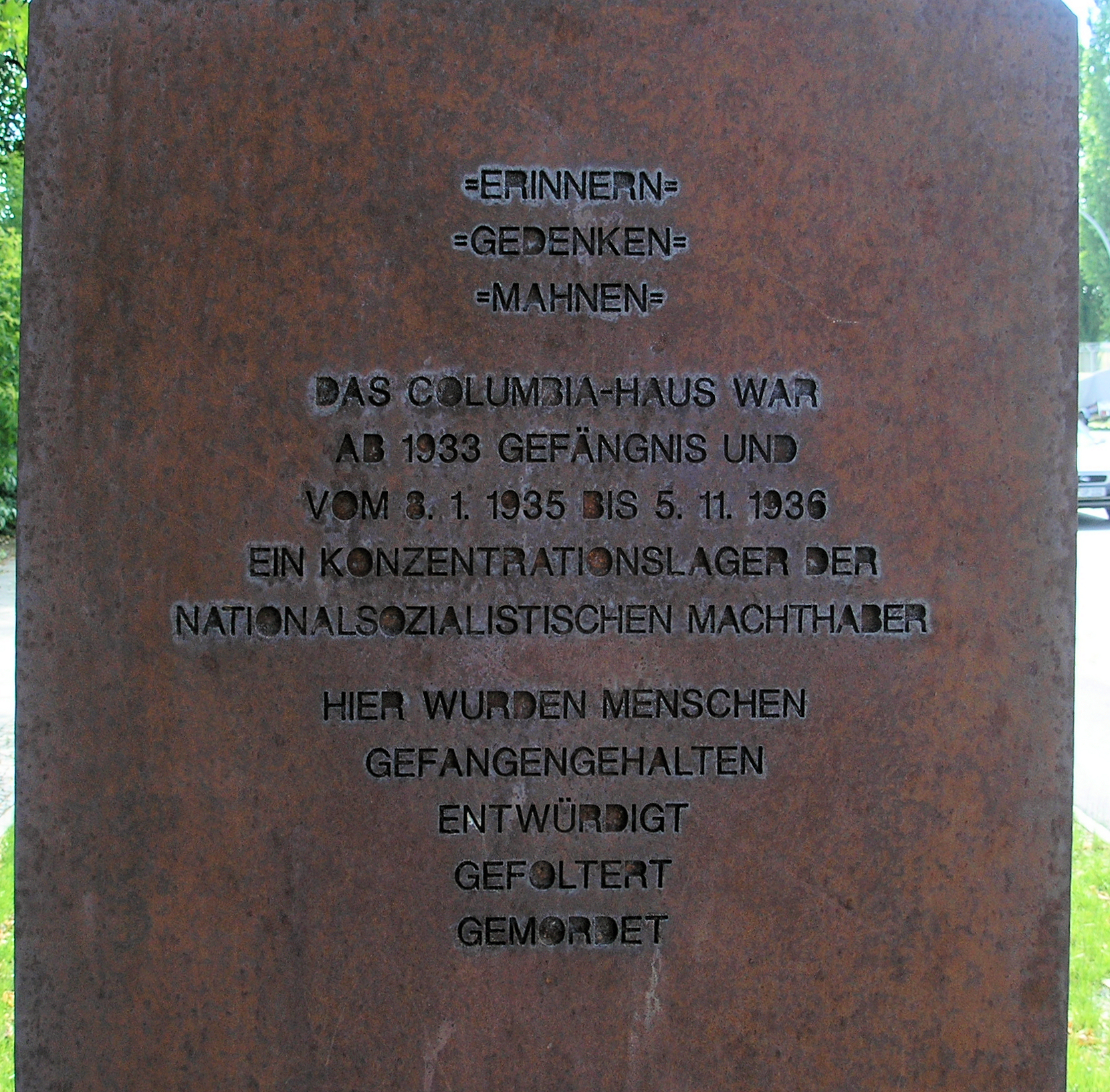
Iscrizione del memoriale a Columbiadamm 71:
Ricordando
Ricordo
Promemoria
La Columbia-Haus fu
una prigione dal 1933 e un campo di concentramento per i governanti nazionalsocialisti
dal 8 gennaio 1935 al 5 novembre 1936. Qui le persone furono imprigionate, disonorate, torturate, uccise

Fino all'aprile 1934, la Columbia-Haus fu sotto il controllo della polizia segreta prussiana. Il momento esatto non è indicato nei documenti dell'Archivio Segreto di Stato. Da aprile, il campo di Columbia ebbe un proprio budget e fu subordinato alle SS: il motivo che portò a questa scelta fu che la Gestapo prussiana prestava servizio presso il ministro degli interni prussiano provvisorio e dall'aprile 1934 al primo ministro prussiano, Hermann Göring, il quale sfruttò le SS come strumento personale sulla via del potere. Dopo la nomina, Göring trasferì la carica di ministro dell'Interno a Hermann Frick, che fuse il ministero dell'Interno con il ministero del Reich. La polizia continuò a riferire al Primo Ministro, tutti i primi campi furono nuovamente sciolti nel tardo autunno del 1933, a condizione che non fossero sotto il controllo diretto della Gestapo o che collaborassero con essa.
I mesi dal dicembre 1933 all'aprile 1934 non possono essere documentati in modo soddisfacente. Già prima della notte dei lunghi coltelli, quello che poi diventerà il campo di Columbia fu il secondo campo di concentramento delle SS, tanto più importante in quanto Wolf-Heinrich von Helldorff, che in seguito divenne presidente della polizia di Berlino, si unì alle SS nel marzo 1933 e previde presto uno stretto legame tra le SS e la polizia. Dal novembre 1934, nel frattempo divenuto "KL Columbia", il campo apparteneva all'Ispettorato dei campi di concentramento (IKL): dal punto di vista organizzativo, il regno arbitrario del terrore terminò e fu sostituito dal terrore sistematico, come previsto dal modello di Dachau. Poco è cambiato per i prigionieri.
Come campo di concentramento, il Columbia differiva dagli altri campi in precedenza già sotto il controllo dell'IKL. A Dachau o Lichtenburg, i prigionieri furono detenuti in modo permanente e la Gestapo estese "automaticamente" i periodi di reclusione ogni tre mesi. Questo si verificò anche nel campo di Columbia, come dimostrano i tempi di detenzione di molti detenuti. Inoltre, il campo di Columbia fu utilizzato anche per l'alloggio temporaneo dei prigionieri i cui interrogatori non furono ancora completati e che furono riportati in Prinz-Albrecht-Strasse 8 con relativa regolarità per raggiungere questo scopo. Molti interrogatori furono tenuti nel seminterrato del campo di Columbia, così che il campo di concentramento divenne anche una sede distaccata del Prinz-Albrecht-Palais per gli interrogatori e successivamente del RSHA. Pertanto, la Columbia-Haus rimase alla stregua di "una specie di filiale del quartier generale della Gestapo" anche sotto l'IKL.

### Prigionieri
Come nella maggior parte degli altri primi campi di concentramento, la Columbia-Haus ospitò principalmente dei prigionieri politici fino al 1935. Con il loro arresto, la leadership nazista tenne l'opposizione lontana dalla vita politica durante la fase di consolidamento del governo nazionalsocialista. In totale, circa 10.000 prigionieri furono imprigionati durante l'esistenza del campo di concentramento. In media, nel campo furono presenti circa 400 prigionieri per volta, esposti alle misure arbitrarie delle guardie SS. L'ispettore dei campi di concentramento, Theodor Eicke, rimosse costantemente tutti i leader delle SS che, a suo avviso, fossero "troppo morbidi". I prigionieri furono impiegati in una serie di lavori edilizi, come la pavimentazione della strada nel cortile o la ristrutturazione del corpo di guardia.
Dal 1933 iniziarono i lavori per migliorare la qualità degli alloggi dei prigionieri con l'installazione dei servizi igienici ma, stando alle lamentele delle guardie per il fetore, il benessere dei prigionieri non migliorò. La prigione militare fu chiusa per i difetti strutturali e i detenuti furono impiegati per porvi rimedio. Tra questi detenuti furono presenti anche 20 testimoni di Geova.
A partire dal novembre 1934 furono ammessi sempre più uomini e ragazzi omosessuali. Poiché molti dei ragazzi lavoravano come "lavoratori del sesso" e spesso "lavoravano" anche come ladri o ricettatori, il numero di arrestati come cosiddetti "asociali" aumentò notevolmente con i loro arresti. A partire dal 1935 centinaia di uomini accusati di "fornicazione con uomini", "fornicazione con ragazzi" o "fornicazione con minori" rimasero in attesa di giudizio: tra questi furon presenti anche ragazzi della Gioventù hitleriana, scout, ecclesiastici evangelici e cattolici, e persino dei funzionari. Si può presumere che, vista la moralità sessuale restrittiva propagandata nello stato nazista, l'accusa fosse usata principalmente per disciplinare e controllare la popolazione.

### Guardie di sicurezza
Dal 1º aprile 1935, le guardie formarono le SS Guards Oranienburg-Columbia che in seguito diventarono SS-Wachverband Brandenburg. A quel tempo, le guardie contarono 155 SS più 39 candidati. Entro la fine di maggio 1935, questo numero salì a 273 SS e 64 candidati. Dal 1936 l'unità delle guardie si chiamò SS-Totenkopfverbande Brandenburg e contò su 420 uomini. Quando il campo di concentramento fu sciolto nell'ottobre 1936, 531 SS e 30 membri del quartier generale furono ancora in servizio con le guardie.
Per molti comandanti successivi, il campo di Columbia fu una delle prime stazioni nella loro carriera. Quando la Columbia-Haus divenne un campo di concentramento nel dicembre 1934, fu sostituito il precedente capo della prigione, SS-Sturmbannführer Walter Gerlach, che ricoprì questo incarico dal 1º agosto 1934. L'aiutante von Gerlach fu il successivo comandante dei campi di concentramento di Majdanek e Auschwitz I, mentre Arthur Liebehenschel, fu anch'egli sollevato dall'incarico e trasferito nel campo di concentramento di Lichtenburg.
A Gerlach successe l'SS-Oberfuhrer Alexander Reiner, che entrò in contatto con il sistema dei campi di concentramento solo attraverso un corso propedeutico di otto giorni nel campo di concentramento di Dachau. Nel 1935 Reiner e il suo vice Hans Schmidt furono indagati per due omicidi di prigionieri. Dopo il suo successivo distacco, gli successe l'SS-Obersturmfuhrer Karl Otto Koch, noto come il successivo comandante di Sachsenhausen e Buchenwald. A causa della sua brutalità, Eicke pensò di essere l'uomo giusto. Il 1º aprile 1936 Koch fu trasferito a Esterwegen come comandante.
L'SS-Oberführer Heinrich Deubel fu l'ultimo comandante ad assumere la guida del Columbia-Haus. Fu sostituito il 22 settembre 1936 perché considerato "troppo morbido". Max Koegel, aiutante di Deubel, poi comandante a Majdanek e Flossenbürg, assunse la direzione del campo di concentramento fino allo scioglimento del campo. Richard Baer, dei campi di concentramento di Auschwitz e Mittelbau, Max Koegel, del campo di concentramento femminile di Ravensbrück, e Albert Sauer, del campo di concentramento di Riga-Kaiserwald, furono tra i successivi comandanti dei campi di concentramento che si "addestrarono" anche nella Columbia-Haus.

### Fuga di Hans Bächle
Nell'aprile 1935, l'SS-Sturmmann Hans Bächle fuggì dalla Columbia-Haus via Praga e Svizzera verso il Lussemburgo insieme ai prigionieri Hausmann e Wiendig.
Bächle fu insoddisfatto a causa della mancanza di riconoscimento e della scarsa retribuzione. Bächle, in precedenza, contrabbandò posta e denaro nel campo per l'ex comandante incarcerato del Freikorps Oberland, Josef Römer. Hausmann e Wiendig, entrambi stretti collaboratori dell'ex Gauleiter slesiano Helmuth Brückner, anch'egli imprigionato, furono presentati a Bächle tramite Römer: si lasciò convincere a sostenere i piani di fuga di Hausmann, Wiendig e Römer.
Alla fine Römer rimase volontariamente nel campo di concentramento. Gli altri tre uomini fuggirono in Cecoslovacchia il 20 aprile 1935 su un trasporto organizzato da Bächle. La sua fuga fu aiutata dal fatto che il comandante Reiner in quel momento fu in licenza a causa dell'omicidio di due prigionieri e che l'incertezza regnava tra le guardie delle SS. Il 23 maggio 1935 apparve sull'Arbeiter-Illustrierte-Zeitung, un rapporto in esilio a Praga, in cui lo stesso Bächle rivelò le condizioni presenti nel campo di concentramento. In conseguenza di questa catastrofe propagandistica, Reiner fu sostituito.

### Scioglimento del campo di concentramento
Con l'esecuzione del progetto per l'aeroporto di Tempelhof, si decise lo scioglimento del campo di concentramento di Columbia. I prigionieri del campo sarebbero stati trasferiti in un nuovo campo vicino a Berlino, il campo di concentramento di Sachsenhausen. I piani di costruzione di Sachsenhausen furono prima elaborati nel primo campo di Oranienburg, poi nel campo di Columbia. Insieme ai prigionieri del campo di Esterwegen, i detenuti della Columbia-Haus fondarono il campo di Sachsenhausen. Il sito della Columbia-Haus passò sotto il controllo del Ministero dell'Aeronautica del Reich il 1º ottobre 1936. Infine, il 5 novembre 1936, il campo di Columbia fu ufficialmente sciolto. Le foto del cantiere dell'aeroporto di Tempelhof mostrano che gli edifici del campo di concentramento esistevano almeno fino al marzo 1938.

## Memoriali
Una scultura commemora il campo di concentramento della Columbia-Haus dal dicembre 1994. Si trova vicino all'ex campeggio all'incrocio tra Golßener Straße e Columbiadamm nel distretto di Kreuzberg. Il memoriale in acciaio, progettato dallo scultore Georg Seibert, riproduce una casa con le celle della prigione.
Nel settembre 2018, i consiglieri distrettuali di Tempelhof-Schöneberg decisero di istituire un comitato per creare un "memoriale adeguato per le vittime del campo di concentramento di Columbia-Haus sul luogo autentico". Nell'ex aeroporto di Tempelhof si tenne un concorso di progettazione a livello nazionale per un "luogo temporaneo della memoria del campo di Columbia". Il 27 novembre 2020 il comitato di selezione annunciò il progetto vincitore dell'architetto berlinese Martin Bennis e dello studio Weidner-Händle-Atelier di Stoccarda: la scritta „Nichts mehr zu sehen“ ("Cosa non c'è più da vedere?"), lunga 42 metri e alta 1,20 metri, rappresenta ciò che dovrebbero chiedersi i passanti, le persone in macchina e in bicicletta quando percorreranno Columbiadamm in futuro. Il progetto avrà la durata prevista tra due e dieci anni a partire dal 2021. Al più tardi quando la riqualificazione degli edifici dell'ex aeroporto raggiungerà la zona orientale dell'edificio, le scritte dovranno essere rimosse, almeno per la durata dei lavori di costruzione.

## Detenuti di spicco
- Leo Baeck (1873–1956), rabbino;
- Karl Baier (1887–1973), politico appartentene al SAPD;
- Georg Benjamin (1895–1942), medico, ebreo combattente della resistenza;
- Leo Christoph (1901–1985), teologo cattolico, segretario del Gran Decano Franz Dittert a Mittelwalde;
- Theodor Duesterberg (1875-1950), funzionario, presidente della formazione Der Stahlhelm;
- Hermann Duncker (1874–1960), funzionario sindacale;
- Friedrich Ebert (1894–1979), politico del SPD, membro del Reichstag;
- Johann Fladung (1898-1982), funzionario del KPD, politico culturale, editore e pubblicista;
- Heinrich Gattineau (1905–1985), SA_Standartenfuhrer, poi direttore della IG Farben;
- Theodor Haubach (1896–1945), giornalista, politico del SPD;
- Ernst Heilmann (1881–1940), avvocato, politico del SPD;
- Kurt Hiller (1885–1972), scrittore, pubblicista;
- Erich Honecker (1912–1994), funzionario a tempo pieno del KPD;
- Lambert Horn (1899–1939), politico del KPD, membro del parlamento statale prussiano;
- Berthold Jacob (1898–1944), giornalista, pacifista;
- Robert Kempner (1899–1993), avvocato;
- Hans Litten (1903–1938), avvocato, difensore penale;
- Louis Müldner von Mülnheim (1876–1945), funzionario di corte;
- Theodor Neubauer (1890–1945), sociologo, educatore, politico del KPD, membro del Reichstag;
- Josef Römer (1892–1944), avvocato;
- John Schehr (1896-1934), politico, per breve tempo presidente del KPD, assassinato (forse nella Columbia-Haus);
- Karl Schirdewan (1907–1998), funzionario a tempo pieno del KPD;
- Eugen Schönhaar (1898–1934), funzionario del KPD;
- Werner Seelenbinder (1904–1944), atleta, comunista;
- Wolfgang Szepansky (1910–2008), combattente della resistenza, autore e pittore;
- Ernst Thälmann (1886–1944), politico, presidente del KPD, membro del Reichstag;
- Armin Theophil Wegner (1886–1978), scrittore, pacifista;
- Carl Welkisch (1888–1984), guaritore spirituale, mistico.